# Warner De Beuckelaer
Ludovicus Karel De Beuckelaer, kloosternaam: Warner, (Antwerpen, 2 juni 1899 – Zelzate, 15 maart 1984) was de zevende generaal overste van de Broeders van Liefde.

## Levensloop
De Beuckelaer was de zoon van Ludovicus De Beuckelaer en Maria Smolders. Na de vroege dood van zijn vader werd hij door familieleden opgevoed in Hasselt. Hij volgde er lager onderwijs in een school van de Broeders van Liefde. In 1912 zette hij zijn studies verder aan het Hasseltse juvenaat van de Broeders en in 1914 trok hij naar het Gentse juvenaat. 
Op 8 juni 1917 trad hij binnen in de Congregatie van de Broeders van Liefde en in 1918 legde hij tijdelijke geloften af voor één jaar. Hij verlengde die drie jaar na elkaar om in 1923 eeuwige geloften af te leggen. In 1919 studeerde hij af als onderwijzer en in 1923 als regent.
Hij werd leraar in Gent en Zwijnaarde. In 1935 werd hij verantwoordelijk voor de opleiding van de jonge broeders. In 1937 werd hij directeur van de normaalschool in Zwijnaarde en in 1942 overste van de plaatselijke communauteit. In 1944 werd hij enkele weken gevangengezet door de bezetter, omdat hij geweigerd had de lijst van afgestudeerden mee te delen.

## Generale overste
In april 1946 werd broeder Warner verkozen tot generale overste van de congregatie. Een grote opdracht was de heropbouw na de Tweede Wereldoorlog. Vader Warner richtte zich vooral op het beter besturen van het bestaande vestigingen en de verbetering van het intellectuele peil van de broeders. Een ander aandachtspunt was het religieuze leven. Hij streefde het eerbiedigen na van de bestaande regels, maar begon ze ook te milderen. Ten slotte kreeg ook de rekrutering van nieuwe broeders veel aandacht. Hij wist zo te bereiken dat tijdens zijn bewind (1946-1958) het aantal broeders constant bleef.
Zijn zwakke gezondheid maakte dat hij op het einde van zijn twaalfjarig mandaat geen kandidaat was om zichzelf op te volgen.